# NGC 1899
NGC 1899 is een emissienevel in het sterrenbeeld Goudvis. Het hemelobject werd op 30 december 1836 ontdekt door de Britse astronoom John Herschel.

## Synoniemen
- ESO 56-EN94